# Lycaena svenhedini
Lycaena svenhedini är en fjärilsart som beskrevs av Nordström 1935. Lycaena svenhedini ingår i släktet Lycaena och familjen juvelvingar. Inga underarter finns listade i Catalogue of Life.